# Soul Brasil Pro Cycling Team
El Soul Brasil Pro Cycling Team (código UCI: SOU) es un equipo ciclista brasileño amateur.

## Historia
Para la temporada de ciclismo 2010, el equipo amateur Fapi-Funvic-Pindamonhangaba, patrocinado por Funvic (Fundación Universitaria Vida Cristiana) y el gobierno de la ciudad de Pindamonhangaba (estado de São Paulo), fue inscrito en la categoría Continental (última del ciclismo profesional) con la denominación Funvic-Pindamonhangaba. En la primera participación del UCI America Tour fue campeón por equipos, y su mejor competidor fue Edgardo Simón, en el 13.er puesto del ranking.
En septiembre de 2010, la plantilla fue reforzada con Magno Nazaret, Nilceu Santos y el argentino Matías Médici, provenientes del Scott-Marcondes César-São José dos Campos, equipo suspendido por la UCI por problemas económicos.
Médici dejó el equipo a fines de 2011 y 2012 fue incorporado Gregory Panizo, campeón panamericano de ruta 2011, proveniente del DataRo. En la temporada 2012 el más destacado del equipo fue Magno Nazaret quién ganó en abril la Vuelta al Uruguay y en octubre el Tour de Brasil/Vuelta del Estado de San Pablo
A principios de 2013, el equipo decidió abandonar la ciudad de Pindamonhangaba al no llegar a un acuerdo económico con el ayuntamiento para el patrocinio. El director Benedito Azevedo, recibió una oferta de la ciudad de São José dos Campos trasladándose la sede del equipo a esa localidad y cambiando el nombre a Funvic Brasilinvest-São José dos Campos.

## Material ciclista
El equipo utiliza para la temporada 2015 las bicicletas Soul Cycles.

## Clasificaciones UCI
Con la denominación Funvic-Pindamonhangaba ha participado en las carreras del UCI America Tour durante las temporadas 2009-2010, 2010-2011, 2011-2012 fundamentalmente en las disputadas en Brasil. En su debut consiguió el primer lugar. En 2012 hizo una incursión por Europa, participando de la Vuelta a Portugal. La clasificaciones del equipo y la de su ciclista más destacado son:

### UCI America Tour
| Temporada | Clasificación por equipos | Mejor corredor    | Puesto |
| 2009-2010 | 1º                        | Edgardo Simón     | 13º    |
| 2010-2011 | 4º                        | Flavio Cardoso    | 24º    |
| 2011-2012 | 2º                        | Otávio Bulgarelli | 8º     |
| 2012-2013 | 3º                        | Alex Diniz        | 11º    |
| 2013-2014 | 3º                        | Carlos Manarelli  | 17º    |
| 2015      | 2º                        | Daniel Díaz       | 4º     |
| 2016      | 6º                        | Kléber Ramos      | 59.º   |

### UCI Europe Tour
| Temporada | Clasificación por equipos | Mejor corredor | Puesto |
| 2011-2012 | 126.º                     | Magno Nazaret  | 1141.º |
| 2016      | 127.º                     | Antonio Piedra | 1343.º |

## Palmarés
Para años anteriores, véase Palmarés del Soul Brasil Pro Cycling Team

### Palmarés 2018

#### Circuitos Continentales UCI
| Fecha       | Circuito              | Carrera                                            | Ganador                    |
| 24 de marzo | UCI America Tour 2018 | 2.ªa etapa de la Vuelta Ciclista del Uruguay (CRE) | Funvic-São José dos Campos |
| 30 de marzo | UCI America Tour 2018 | 8.ªa etapa de la Vuelta Ciclista del Uruguay (CRI) | Magno Nazaret              |
| 1 de abril  | UCI America Tour 2018 | Vuelta Ciclista del Uruguay                        | Magno Nazaret              |

#### Campeonatos nacionales
| Fechas      | Carreras                                | Ganador            |
| 28 de junio | Campeonato de Brasil Contrarreloj (CRI) | Lauro César Chaman |

## Plantilla
Para años anteriores, véase Plantillas del Soul Brasil Pro Cycling Team

### Plantilla 2017
| Nombre                 | Nacimiento | Nacionalidad | Equipo 2016                                     |
| Flavio Cardoso         | 12/10/1980 | Brasil       | Funvic Soul Cycles-Carrefour                    |
| Lauro César Chaman     | 25/06/1987 | Brasil       | Memorial-Prefeitura de Santos (2014)            |
| Francisco Chamorro     | 08/07/1981 | Argentina    | Funvic Soul Cycles-Carrefour                    |
| André Almeida De souza | 16/12/1992 | Brasil       | Funvic Soul Cycles-Carrefour                    |
| Murilo Ferraz          | 19/06/1991 | Brasil       | Funvic Soul Cycles-Carrefour                    |
| Caio Godoy             | 24/04/1995 | Brasil       | Bretagne-Séché Environnement (stagiaire) (2015) |
| Gabriel Machado Silva  | 06/05/1997 | Brasil       | Funvic Soul Cycles-Carrefour (stagiaire)        |
| Carlos Manarelli       | 13/02/1989 | Brasil       | Funvic Soul Cycles-Carrefour                    |
| Gideoni Monteiro       | 02/09/1989 | Brasil       | Neoprofesional                                  |
| Magno Nazaret          | 17/01/1986 | Brasil       | Funvic Soul Cycles-Carrefour                    |
| Pedro Nicácio          | 13/10/1981 | Brasil       | Funvic Soul Cycles-Carrefour                    |
| Roberto Pinheiro       | 09/01/1983 | Brasil       | Funvic Soul Cycles-Carrefour                    |
| Daniel Eduardo Silva   | 08/06/1985 | Portugal     | Radio Popular-Boavista                          |
| Jordi Simón            | 06/09/1990 | España       | Verva ActiveJet                                 |